# 爆裂スーパーファンタジー
『爆裂スーパーファンタジー』（ばくれつスーパーファンタジー）は、嘉門タツオ（旧名・嘉門達夫）とその他のレギュラー出演者たちがパーソナリティを務めたラジオ番組。略称「爆裂」。正式には「KAMON・○○の爆裂スーパーファンタジー」であるが、レギュラー出演者の交代があるため、ここでは一連の共通するタイトルおよび略称を用いる。
JFN系列局で1992年10月から1998年6月まで放送されたが、フルネットではなく時期によってネット局の増減があった。収録はラジオ局のスタジオではなく、当時嘉門たちが所属していた代官山プロダクション（代プロ）で行なわれていた。局によって放送日・放送時間がまちまちだったことから、嘉門たちは番組中に「秘密基地から、時空を超えてお送りしております」と発言することがあった。

## パーソナリティおよびタイトル

### パーソナリティ
- 嘉門達夫（メイン）
- 鈴木彩子（現・SAICO） - 1992年10月から1995年5月まで出演。
- INGRY'S → THE INGRY'S → フーリューズ - 永島浩之（チャップ）・前島正義（パグ） - 1995年6月から1998年6月まで出演。
- 新田一郎（番組後期は「新田ヨロシク一郎」名義） - サンプリングの声で登場。ごくまれに生声で登場することもあった。最終回エンディングの「またみんなやろうぜー!!」は新田の声である。

### タイトル
- 「KAMON・SAIKOの脳天爆発ファンタジー」（1992年10月 - 1993年3月、広島・山口・愛媛・香川4局ネット） - 一部地域では1992年12月に終了。
- 「KAMON・SAIKOの爆裂スーパーファンタジー」（1993年4月 - 1995年6月）
- 「KAMON・INGRY'Sの爆裂スーパーファンタジー」→「KAMON・THE INGRY'Sの爆裂スーパーファンタジー」（1995年6月 - 1997年3月）
- 「KAMON・FoolYouSの爆裂スーパーファンタジー」（1997年4月 - 1998年6月） - 一部地域では1998年3月に終了。

## 概要
FM放送の番組としては珍しく、放送時間のほとんどはトークとハガキ紹介で占められており、BGMも流れない。ゲストが登場することもほとんどなく、まれに同じ所属事務所（代プロ）にいるアーティストが出演する程度だった。ゲストの予告の際も「次回は○○さんが遊びに来ます、仕事じゃなくてホントに遊びにきます」と強調していた。番組初のゲストはブレイク直前のLUNA SEAだった。
- 番組に送られてきたネタを嘉門が貰ってCD化や他の番組などで披露する事があり、CD化の際はネタを投稿したリスナーのクレジットが入る場合があった。

## ネット局
全盛期にはTOKYO FMをキーステーションにJFN系列局において20局弱のネット局があったが、1996年3月最終週をもって東京・大阪・名古屋の3局が打ち切り、地方FM局15局前後に縮小。ネット局数の増減を繰り返しながら1998年6月まで放送された。
- TOKYO FM（1993年4月 - 1996年3月）
- FM青森（1993年4月 - 1998年3月）
- FM山形（1996年10月 - 1998年6月）
- FM仙台
- FM新潟
- FM群馬（1997年1月-）
- FM長野（1992年10月 - 1996年3月、1996年6月 - 1998年6月、一旦打ち切り後に復活）
- FM愛知（1993年4月 - 1996年3月）
- K-MIX（1992年10月 - 1996年3月、1996年7月 - 1998年6月、一旦打ち切り後に復活）
- FMとやま（1995年4月 - 1998年6月）
- FM石川
- FM福井（1996年10月 - 1998年6月）
- FM大阪（1993年4月 - 1996年3月）
- 広島FM（1992年10月 - 1998年3月）
- FM山陰（1996年10月 - 1998年6月）
- FM愛媛（1992年10月 - 1992年12月、1993年4月 - 1998年6月、「脳天」時代に一旦打ち切り後に復活）
- FM徳島
- FM高知（1993年4月 - 1998年6月）
- FM福岡（1993年4月 - 1993年5月、開始1か月で打ち切り）
- FM佐賀
- FM長崎（1996年8月 - 1998年6月）
- FM大分（1993年6月 - 1994年6月、1994年9月 - 1998年6月、一旦打ち切り後に復活）
- FM宮崎
- FM鹿児島（1993年4月 - 1996年9月）

## 出演ゲスト・関係者
須賀響子
代官山プロダクション所属アーティスト。「19回目のクリスマスはちょっと違う」でデビュー。ポン子の愛称で番組では親しまれた。彩子からの詞曲提供など、番組内では仲の良い姉妹のような雰囲気であった。風呂哲に泣かされた事がある。
BLUE BOY
メンバーのうち2、3人で数回出演。初登場時は全員19、20歳前後という若さで初々しいトークを繰り広げていた。余りにもはっちゃけ過ぎてしまい、嘉門に「（リスナーの皆さん）すいません、まだ19なもんで…」と言い窘められる程。ゲストとしては珍しくオープニングコントから参加するなど準パーソナリティと呼べる位のノリのよさであった。何度目かの出演の際「近日登場!」の触れ込みがあったにもかかわらず数ヶ月引っ張り、待ち遠しいリスナーから苦情のハガキが番組に届く事もあった。
柿添尚弘
番組構成作家。かつて嘉門がパーソナリティを務めていた中京テレビの『ラジオDEごめん』放送当時にもリスナー兼構成を仕事としてやっていた（本人談）。神主の資格を持っているらしく、番組内で祝詞を詠んだ。近年ではゲームプロデューサーとしての活動や2ちゃんねる関連の活動も行っている。
風呂哲
嘉門の現場マネージャー。なで肩で特殊な笑い声の持ち主。番組内のいわゆる「にぎやかし」であり、メイントークのバックに小さく聴こえてくる。放送中、嘉門と彩子がヘッドホンをつけてマイクに向かって喋っているが、ヘッドホンにはスタジオ側の風呂の声が聞こえるようになっていた。そのため、時折ヘッドホンから漏れた風呂の声がマイクに入り、放送に流れる事があった。リスナーから「たまに聴こえる小さな声は誰ですか？」と質問ハガキが来て、嘉門らが彼を紹介した事から人気を博した。なで肩である事をよく嘉門にネタにされていた。風呂自身も、音楽志望だった事により嘉門のアルバムに楽曲を提供した事がある。番組企画で毎週曲を唄う事となり、風呂哲ライブも計画されたが、栄養失調で倒れるなどの影響もあってか土壇場で頓挫した。
代官山プロダクション退社後、「元気かぁー！」のコーナー（後述）にリスナーからの投稿があったが退社の理由より長らく言及されることはなく、ついには嘉門から「こっちが聞きたいわ！」と言われていた。
藤原健
番組の音響担当（ミキサー）。番組上では「ミキサーの藤原」と達夫やフーリューズに呼ばれていた。
脳天爆発ファンタジーの頃からの担当。嘉門や彩子は「元暴走族」と呼びからかっていた。本人はそれを聞くと慌てる。経歴はFM東京→ビクターメディアコミュニケーションズ(ファーストサウンズスタジオ)→渋谷MATRIX STUDIO→現、FSO(Fighting spirits operation)代表、挌闘家、元アマチュアレーサー。
96年ごろにトラックとの接触事故を起こし(自身はバイク)複雑骨折になりしばらく入院していた。そのときのギプスが番組の景品として送られたり、入院中に看護婦を口説いたなど散々達夫たちからからかわれた。しばしばサンプリングの音を間違えるので「ジングルメチャクチャロボ」とリスナーから呼ばれた事もあった。
藤沢姉御
番組ブレーン。彩子は藤沢の話題が出るとかなりの確率で「あねごー」と言う。現:代官山プロダクションチーフプロデューサー
大槻修
番組のアシスタントオペレーター。何でも出来る努力家、サンプリングの仕込みから、時間差テープオペレーション、何でもござれなテクニシャン。ビクターメディアコミュニケーションズ(ファーストサウンズスタジオ)→渋谷MATRIX STUDIOで現在はTV等のトップMAエンジニア。裏の顔はモーターサイクルレースのWGP、全日本選手権ロードレースのマシンチェック等のオフィシャルも行っている。
わたなべヨシコ
元FM愛媛パーソナリティ。1995年頃から不定期に出演し、1998年に上京した際には番組を一時期手伝っていた。（オープニングのアナウンスや告知などを主に担当）

## 歴史&番組内でのエピソード・その他特筆事項

### まとめて投稿
ハガキ中心の番組であるため、本来1枚50円かかるハガキをリスナーが安価で大量に送付することができるように、この番組では「1ネタにつき1枚のハガキ大の厚紙を、まとめて封筒に入れて送ってきてもよい」というシステムをとっていた。このシステムは好評だったようで、他の番組からも同様のシステムをとりたいという声が多かったと言われている。
- ネタは1枚に1ネタ（コーナー名・ペンネームも必須）
- 裏には1枚1枚住所・名前（本名）を書いて送る。（そのため、ハンコやワープロ印刷などで住所シールを刷って貼り付けるような凝ったリスナーもいた）
- 基本ハガキサイズ素材はプリントゴッコの印刷用紙（無地・300円）。達夫やスタッフたちにとってはそれがハガキに近い理想の材質で、開封時に区分しやすかったと言っていた。
- 「ハガキサイズにして送ってもいい」という方式になってから段ボールや広告用紙の裏、お菓子の箱などからハガキサイズに切って送っていたリスナーもいた。当時インターネットがあまり盛んでなかった時代であるからか、リスナーが理解しにくい状況があったと思われる。
- あまりにも酷いペラペラの紙（広告のチラシの裏など）やハガキサイズより小さいサイズで送ってきたリスナーに対しては「こんなので送るんやったらもう金輪際君のハガキは読まない（1995年9月16日放送にて）」「君のハガキは読みにくい」などと達夫本人も言っておりかなり困惑していた様子であった。また、ハガキを横に書いたリスナーも存在したようで1996年9月28日の放送で「読みにくいから縦にして書いてくれ」と注意を促したこともあった。
- ハガキ（同サイズの紙）1枚1枚全てに住所氏名を書くようにと達夫本人がことある毎に注意していたが、最後まで書かないリスナーに対して「お前らがハガキ1枚50円高いからと思ってこっちは100歩譲ってるんやぞ」と叱っていた。

### ノベルティグッズのニックネーム一覧
1996年3月まではリスナーの投稿に対してノベルティグッズが進呈されていた。ただし、読まれたハガキが大してウケなかった場合は出演メンバーの私物（通称・なんぞ）が送られたり、全く受けなかったり大ひんしゅくを買った作品には何もなしになることもあった。また、マロニーが進呈されていた時期もあった。
番組初期
- カンプラチンキ（デイパック）
- ピロピロピー（帽子）
- ビヨヨーン（Tシャツ）
- ウニョウニョ（下敷き）
- ジャミジャミ（ステッカー）※福井弁で「テレビの砂嵐の音」の意味

番組中期
- プルプルプル（テレホンカード）
- ニョホホ（ストップウオッチ）
- ジャミジャミ（ステッカー）

### ポイント交換グッズ一覧
東京・名古屋・大阪での放送が打ち切られた1996年4月以降は、それまでのノベルティグッズを廃止し、1採用につき0ポイント〜5ポイント（オープニングコントは原則10ポイント）を付与する制度に変更された（ただし、オープニングコント以外で10ポイントおよび20ポイントを獲得したネタが各1回ある）。貯まったポイントに応じて以下のような商品が交換できた。
- 30p - NEWなんぞ（いわゆる福袋。番組内では「事務所にある要らない物」とたまに称された時があった）
- 40p - 達夫or彩子orフーリューズor新田社長のプリクラ（どれか1シート）
- 50p - 嘉門達夫直筆サイン入りテレカ[1]
- 81p - スタッフ（ミキサー）大槻の拇印入り色紙
- 100p - 達夫orフーリューズor新田社長がそのリスナーが書いたネタを色紙に書く
- 128p - 新田社長メッセージテープ
- 150p - フーリューズのハーモニーでハッピーバースデーを名前入りで歌うカセット
- 178p - スタッフ藤原（ミキサー）が交通事故で入院していたときに使っていたサイン入りギプス[2]
- 200p - 達夫orフーリューズが名前入りで起こしてくれる目覚ましテープ[3]
- 220p - 達夫の1日を撮影したビデオテープ「僕の一日」
- 233p - 代プロ社員全員のキスマーク入り色紙[4]
- 250p - 嘉門達夫・Foolyousの手作りカレンダーまたは鈴木彩子の手作り塗り絵[5]
- 300p - 達夫orフーリューズのライブに招待（楽屋招待・サイン・握手・記念写真付き。ただし会場までの交通費は自費）
- 350p - 達夫・フーリューズの3人が映った写真プリントTシャツ（直筆サイン入り）
- 400p - FAX（新品）
- 500p - 秘密基地招待（1日パーソナリティ権・番組収録後メンバーと豪華食事・自分の声をサンプリングとして残せる権利付、ただし現場までの交通費は自己負担）[6]

なお、最終回では秘密基地ご招待以外のグッズ交換にのみ応じていた。

### 鳴り物・サンプリング
番組内ではシンセサイザーやエフェクター、サンプラー、楽器その他などを鳴らす事による演出がなされていた。新田一郎によるサンプリングボイスは特に有名。地方で番組を収録した場合手元に鳴り物が無く寂しい放送になる事がある。その際は嘉門のギターや手近にあった音のなるものが鳴り物となった。
カウベル・鈴
カウベルは、オチをつける際に「コン」と鳴らす事が多い。嘉門が主に使用。鈴は主に彩子が使用。
エフェクター(?)
「パナソニックのボンゴボンゴ（サンプリングされた音が多く入っているおもちゃ）。ファンファーレ、ハズレのブー、正解のピンポン、タム、鼓、雅楽に多用される「よぉーっ」など。
シンセサイザー
ドラムキットのタム、猫や犬の鳴き声など。
音の出るおもちゃ
様々な経緯を経て番組内に登場する。フランスみやげのライオンの形をしたおもちゃ。「ギャー」と言うマサカリのついたおもちゃ。様々な電子音の鳴るおもちゃ。笑い声が鳴り響くおもちゃ。なお、「ギャー」のおもちゃに関しては「あったらコワイ」の冒頭で一度故障している。
サンプリングボイス
番組後半期に登場。後に彩子、ミキサー藤原健のサンプリングも現れ、一大ブームとなった。リスナー500ポイント達成時のご褒美にもサンプリングの声を入れられる権利として登場した。ほんの一時期であるが、秘密基地招待権を獲得したリスナーが吹き込んだサンプリングボイスが実際に使われていた事があったが、使いどころに難があったらしく数回の使用に終わっている。
番組登場時は新田一郎の声がはっきり確認できる通常速度でオンエアに乗っていたが、2、3週後に若干声のピッチをあげた早回し風の音となった。理由は不明であるが、リスナーに誤解を与えないようにする為の配慮と思われる。時折、新田一郎がサンプリングの声を連続で再生しまくり、嘉門らの会話を止めてしまう事がある。その逆、絶妙なタイミングで最適なサンプリングをバックで当てる事もあり、名サポートであるとも言われる。コーナーのネタの部分にパクられる事もあった。東名阪最終回では最後の最後に「そして新田でしゅ」とサンプリングを入れて嘉門らから「これが最後かい!」とつっこまれた。
番組の後期になると、牛、豚、象などの動物の鳴き声がサンプリングで登場することもあった。これが始まった当初は、牛の鳴き声が鳴ると、嘉門がなぜか条件反射的に「ゆけ！ゆけ！川口浩」の一節を歌い出す、ということが多かったが、後になると、動物の鳴き声の種類いかんを問わず、嘉門が自身の初期の頃の歌の一節を歌うようになった。

### コーナー
番組内で適宜新コーナーが発案され募集される。多くは一定の期間を経て大量にコーナー新案が発表され募集を行う場合と既存のコーナーの本来の趣旨から脱線したネタをあえて読み続けていたことによってそこから独立したコーナーの二種類。そうして次回以降それぞれのハガキが読まれ、以降ハガキの多かったコーナーは生き残り、少ないコーナーは自然消滅する弱肉強食の様を呈していた。この為、1、2回程度しか行われなかったコーナーも数多く存在する。場合によってはひとネタふたネタというような事もあった。これらで採用されたネタが嘉門のCDに収録される場合は作詞者に「爆裂組」のクレジットが加わる。
オープニングを様々なシチュエーションで行う。
リスナーから「来週のオープニングは○○からやってください」というハガキが来た為やることになった。当初は「海の中」「ビルの上空」「そろばん教室」など場所を決めただけのものであったが、「戦争中」「飲み会」「火曜サスペンス風」などコント調のオープニングも行われ、最終的に下段のようなオープニングコントへと変遷していった。後述する「新田・○○の爆裂スーパーファンタジー」もこのバリエーションといえる。
オープニングコント
番組の冒頭は必ず数分間のショートコントをして、その後タイトルコールを行う。なお、このコーナーで採用された場合はノベルティグッズ3点セット（ポイント制導入以降は10ポイント）がもらえる。ただし、メンバーの手違いで一時期もらえるポイント数が5ポイントになってしまっていたり、元ネタがメンバーにより大幅に変更された場合はポイントが5ポイントになる、などということもあった。
- コーナー補足
  - 性的言語過剰反応症候群というコントが行われた。内容は、日常のなんでもないような言葉に性的っぽい言葉が入っていると過剰に反応し、恥ずかしがるといった内容。彩子時代に嘉門が考案。パーソナリティ全員がツボに入ってしまい、その日の放送はコントが終わってからも性的言語に過剰反応してしまい、収拾がつかなくなった。

普通のハガキ
番組OPを終えてCM明けにほぼ始まるふつおたコーナー。特にテーマを設けず、自由な内容で投稿されたハガキを読む。
留守番電話で懺悔
留守番電話にリスナーから懺悔のメッセージを入れてもらうコーナー。懺悔ばかりでなく、番組やパーソナリティへの質問が入る事もあった。中期には爆裂スーパーファンタジーの番組構成を模したパロディ番組を入れるリスナーも現れた。その後暫くコーナーを凍結すると嘉門より宣言があり、その後実質的に復活する事は無かった。
彩子のメッセージコーナー
メッセージを彩子自身が朗読するコーナー。哲学的なものや、過去の自分や回りの人達に対する懺悔のような内容のものまでとお笑い主体の番組の中では個性的なコーナーであり、熱狂的なファンも多数現れた。彩子の番組卒業を機にレギュラーコーナーとしては終了。以降は不定期にエンディング前に行われた。
魚屋のオッサン
あのねのねの『魚屋のオッサンの歌』のように、何のオッサンが何をしたのかをテンポ良くダジャレで言うコーナー。アルバム「宴」には「We Are The魚屋のオッサン'91」があり、収録の際に鈴木彩子をはじめ大勢のゲストが参加した。
このコーナーでは木魚がよく利用されていたが、叩き過ぎがたたったのか（時期不明だが）後に木魚自体が壊れてしまった。
おじいちゃん
嘉門が余命いくばくもないおじいちゃん、彩子が孫娘（?）という固定形式によるコントを募集。嘉門「うー、わしはもうだめじゃぁ」から始まり、彩子は「何言ってるのおじいちゃん!」と励ます。嘉門「最後にひとつだけ、、わしの願いを聞いてくれるかぁー･･･」彩子「なぁにおじいちゃん?」ここで面白い事を言う。最後にエコー付きで彩子が「おじいちゃぁ〜ん!」と叫びオチ。アルバム怒涛の達人にも特別版が収録されている。
来週のアワビさんは?
テレビアニメサザエさんの来週の予告編のパロディ。様々な人物が登場し、言いたい事を言う。最後に「来週は○○○・△△△・□□□の三本でーす」と予告を入れて「ふんがっふふ」風のオチをつける。アルバム怒涛の達人に特別版が収録。
なんてな
嘉門とTHEイングリーズがトーク中、解答に窮した永島がとっさに「なぁーんてな！あそれ、なんてな、なんてな、なんてなぁー!」と叫んだ事により盛り上がり生まれたコーナー。謎解きや、誰かの発言に対するツッコミなど、オールジャンルなギャグコーナー。ネタを読んだ後は必ず「な〜んてな、はい、なんてな、なんてな、なんてなぁー!」と叫んで落ちをつけることになっている。1996年3月をもって廃止。イングリーズの自主制作版CDになんてなをテーマにした曲が収録されており、このコーナーのジングルでその一部分が用いられている。後期ネタには「なんてな」を駄じゃれにした「アンテナ！」「噛んでな！」などなんてなの部分をネタにした作品もあった。
男は横チン♪女はハミパン♪
リスナーの青春時代の甘酸っぱい思い出を紹介するコーナー。「学校の達人」のコーナーにあった「（タイトルと同じ言葉）をおどけて歌う者がいる」という投稿で盛り上がりすぎたために生まれたコーナー。
そっくりそっくりそっくりやぁー!
世の中のあるものの中からよく似ている、そっくりなものを募集するコーナー。キャッチフレーズのコーナーのハガキを永島が読んでいた時に、嘉門が「それはそっくりそっくりそっくやー!やないか!」とつっこんだ事で盛り上がりこのコーナーが誕生した。嘉門いわく、以前ネタとして持っていた事があるらしい。
歌もん
「替え歌」や「歌が途中で変わるシリーズ」などの歌ネタ関係を統合してできたコーナー。
なんでやねん
納得のいかない事やある事象に対しつっこみを入れるコーナー。「なんでやねぇーん」を4回連呼した後、5回目で大きくシャウトし、オチをつけるのが決まり文句。
ベスト3
どんなものでもなんでもベスト3を作ってカウントダウン形式で発表する。ただし、第1位は必ず「オチ」となっている（いわゆる「3段オチ」）。
法則
嘉門の「マーフィーの法則」リリース（1994年）を機に新設された、世の中全般に通ずるような法則を募集するコーナー。葉書は嘉門が読み、しゃべる際にエコーがかかる。格言のような格調高い作品から、バカバカしいものまでバラエティに富んでいた。時々、全く関係の無い珍文が送られてくる事があり、嘉門から「コーナーちゃう!」と突っ込みが入る。語尾だけを「だす」「にょろ」などに変えたネタが来た際は「どこの人間や」と突っ込みが入る。リスナーと嘉門との間のお約束のようなものであった。
ウ〜ン、ゴージャスゥ〜!
「こんな物が家にあったら豪華であろう」という生活を想像する。
私の幸せ
リスナーの（他の誰にも分かってもらえそうにないような）「幸せな瞬間」を募集する。
法律のコーナー
なんでもないような些細な事をやった場合の刑罰を考えて募集するコーナー。
会話（対話）のコーナー
面白い会話を考えるコーナー。嘉門達夫のアルバムなどに多く収録される一言・二言のみのショート・ショートコントとも言える。ネタのワンダーランドなど。
言い訳のコーナー
相手に怒られたり、つっこまれた際に答える言い訳を考えるコーナー。上記会話のコーナーの派生系。不定期にハガキが読まれる。ほぼ1、2回程度しか放送されなかったと思われる。
あっちゃいきなさい!
関西弁特有の早口でまくしたてるような物言いを募集するコーナー。最後に「あっちゃいきなさい!」てシめる。
（例：今日坂んとこをガー！行ったらズガー転んでもうて、ダー血ぃ出てドワー･･･）
とにかく擬音を多く用い、論理よりも言葉、話し方の勢いで強引に読み進めていくものだったが、リスナーの理解を得られ辛く、3週程度で終了してしまった。
言えますか?
人や動物、モノに対して言えないような事を考えて募集するコーナー。
（例1：大火事消化中の消防隊員の中に割り込んでタバコを出しながら「すいません火貸してもらえますか?」）
（例2：X JAPANに下着やコンドームばっか出してないでCD出さんかい）
全てネタの後に「言えますか?あんた言えますか?」と付ける。最初の「言えますか」は嘉門が鳴り物と合わせて言い、「あんた言えますか?」で彩子（あるいはTHEイングリーズ）も合わせて言う。派生ネタで「できますか」などもあった。同タイトルでアルバム「娯楽の殿堂」にロック調のアレンジ楽曲で「言えますか？」が収録されている。
あわんあわん
合わないもの、不釣合いなものを募集するコーナー。「あわんわあわんわそらあわん!」の掛け声でオチをつける。あわんあわん音頭という音頭調の楽曲でアルバムに収録されているほか、アミューズ時代のアルバムに「AWAN AWAN!」という楽曲として、ビクター時代の1994年に企画された「マンスリー嘉門達夫」シリーズでも「あわんあわん音頭」として収録された。
めっちゃカッチョわりぃー
格好悪い事象を募集するコーナー。
どんなんやねん
韻が似ている単語や類義語を組み合わせた駄洒落を紹介するコーナー。まず単語を紹介し「それどんなんやねん!」と聞き返す。その後単語に対する解説が加えられ「どんなんやねん!」の掛け声でオチをつける。
（例1：銭形平次／「銭形ハイジ」〜アルプスで銭投げる少女）
（例2：年賀葉書／「年賀歯茎」〜歯茎に「あけましておめでとう」と書いてある）
元気かぁー!
最近見聞きしなくなってしまった、「懐かしい」と思わせるような人や物に向かって「おーい、●●!元気かぁー！」と声をかける。
学校の達人
学校にいる、あるいは母校にいた、一風変わった先生・生徒・行事などを紹介する。
- コーナー補足
  - 放送時間が55分の地域（FM大分など）では、このコーナーと次の「おるおるのコーナー」が放送されていなかった。

どう思いますか?
「学校の達人」のコーナーで、結びに「このことをどう思いますか」と書かれたハガキが大量に寄せられるようになり、独立してこのコーナーが作られた。内容は普通のハガキのコーナーとほとんど変わらない。
ウレシイ・タノシイ・タマンナイぃー
このコーナーも「学校の達人」から派生。給食の一風変わった食べ方などをネタにして「●●を××して食べたらオイシー!」や「●●したらタノシー!」などと書いてくるハガキが多く寄せられ、独立したコーナーとなった。
おるおる
「こんなヤツいるだろう」というありがちなことをしてしまう人を指して「あぁ、いるいる」と思わせるコーナー。日本人・外国人を問わず実際にいそうな人名を使った駄洒落（通称「名前シリーズ」）のネタが多く寄せられた。「おるおる」の合いの手は1992 - 1993年の進研ゼミのCMソング「GO!GO!スクールメイツ」にも取り入れられている。
知らんかったのコーナー
世の中に余り知られていない事実をリスナーが紹介するのがこのコーナーのメインであるが、送られてきたネタが明らかにガセネタである場合にそのネタを採用して笑い飛ばす、ということも時々あった。おじいちゃん、おばあちゃんネタ（「うちのおじいちゃんは実は●●です」というもの）が特に多かった。
また、永島がこのコーナーで、地理関係の知識に疎いことをカミングアウトしてしまったため、永島に対し、地理関係のクイズ（後になると、地理以外のいわゆる常識問題も登場した）のネタが大量に送られるようになった時期がある。番組では「永島どアホのコーナー」と称されて数回程度放送された。
このコーナーの冒頭では、ジングルの後で、嘉門が歌舞伎役者のような口調で「世の中知らない事ばかり」と言った後、全員で「知らんかったー」を5回連呼するのが通例。
どアホ!
よく似た言葉を「『○○○』→『何が×××や!どアホ!』」という形式で叫ぶ、一種の駄洒落の1分コーナー。要はボキャブラ。55分と60分バージョンの地域に分かれていたためこのコーナーのみFM愛媛のみ番組終了まで一貫して放送されなかった。
あったらコワイ
コーナー開始当初は「本当にこんなものがあったら怖いな」というネタを送るコーナーだったが、次第にあっても嬉しかったりどうでもいいようなコワイネタが増えるようになった。
神田川
かぐや姫の曲「神田川」のさび直前にある歌詞の一部分を、全く違う適当な言葉に置き換えて歌う。このネタ自体は彩子時代からたまに採用されていたが、コーナーとして成立したのは、数年後のTHEイングリーズに代わってから。一時期は20ポイントを一気に獲得するリスナーが出るほどブレイクしたものの、衰退期はあまりにも意味不明な一言ネタが多かったせいか、吹雪の効果音がBGMとして流れる程。結局静かにこのコーナーは終了してしまった。「アウト」「ホエホエパー」（20P）などが出たのもこのコーナー。
C級記事
地方紙ならではの、心温まる記事や楽しい記事などを紹介する。大分合同新聞の記事が圧倒的に多く紹介された。他には南日本新聞や河北新報などが取り上げられた。
人生自慢
「有名人の映画のロケーション現場に偶然出くわした」などといった、リスナーの貴重な体験を紹介する。
ピコクイズのコーナー
「ピコー」という当時サントリーフーズから出ていた缶紅茶のCMソングを替え唄にしてクイズ形式にしたコーナー。
例「○○○○」「ピコ!」を、「海に住んでる足が8本怒ると突然墨を吐く」「タコ!」など
英語にすると?のコーナー
世の中にある色んな物を勝手に英語に訳してしまうというコーナー
「おじいちゃん→グランドファザー、ひいじいちゃん → スーパーグランドファザー」など
略語のコーナー
アルファベットで記載されている略語を勝手に略さずにいうコーナー
「YKK→YやっぱりYかっこいいK嘉門達夫」など
日本語の物を英語っぽく言うコーナー
日本語の物を英語っぽく言う（いわゆるインチキ外国語）というそのまんまなコーナー
「例・水道の蛇口→ヒネルトジャー・あんパン→オストアンデル(又はクウトウマーイ(食うと美味い))」
リスナーからの提案により一度だけ行われたがいまいち盛り上がりに欠けて嘉門が「そのうち面白くなるから」と言っていたがそのまま終了

## 55分バージョン・58分30秒バージョン・60分バージョンの違い
- 60分（正確には58分58秒）バージョン - 全編放送。
- 55分バージョン（FM大分他数局） - 「学校の達人」および「おるおる」（5分）がカット。
- 58分30秒バージョン（FM愛媛） - 「どアホ!」（1分半）がカット。

そのため、これらのコーナーの終わり際には時間合わせのために突然早口になったりゆっくり喋ったりすることが稀ではなく、不審に思ったリスナーからのハガキが番組に届くこともあった。

## 公開録音
爆裂スーパーファンタジーの収録を公開録音。番組内では秘密基地での録音と織り交ぜて構成。
TOKYO FM
南青山のビクタースタジオにて公開録音。
エフエム新潟
新潟のリスナーの投稿のみを採用。投稿常連者が来場し、嘉門らとトークもあった。ゲストは伊藤敏博。
エフエム佐賀
この時の公録イベントは、何故か佐賀リスナーのみの投稿採用には至らなかった。

## その他
- 1996年3月以前のスポンサー（三大都市圏3局のみ）は、福武書店 (現・ベネッセコーポレーション)の1社提供で、スポンサー読みも「進研ゼミの福武書店の提供…」だったが、1995年に福武書店が社名変更でベネッセコーポレーションに変わってからはスポンサー読みも「進研ゼミ中学講座の提供…」となった。なお、東・名・阪ではタイトルコール時に「進研ゼミプレゼンツ!」というコールが入る。それ以外の地域では入らなかった。
- 一部地域では、CMにあたる時間にCMではなく当時の代官山プロダクション所属のアーティスト楽曲を流す放送局もあった（FM長崎等）。
- 1990年代後半に、進研ゼミ中学講座の会報誌『チャレンジランド』に本番組の姉妹版にあたる、同ゼミ会員向けの投稿コーナーが存在していた（東名阪時代に進研ゼミがスポンサーだったことによるコラボレーションとみられる[誰によって?]）。
- 当番組終了後、嘉門はインターネットラジオで『爆裂』をベースにした『嘉門達夫のネットでごめん!』（2001年4月 - 2003年12月）、『嘉門達夫の万能塾』、『嘉門達夫のナリキン投稿天国』を担当した。